# Grigorowitsch I-1
Die Grigorowitsch I-1 (russisch Григорович И-1) war ein sowjetisches Jagdflugzeug. Es wurde ab 1921 von Dmitri Pawlowitsch Grigorowitsch zeitgleich zur Polikarpow I-1 entwickelt. Beide Maschinen hatten dieselbe Ausschreibung als Grundlage. 

## Geschichte und Konstruktion
Es handelt sich um einen einsitzigen Doppeldecker in Holzbauweise mit Segeltuchbespannung. Lediglich die Motorverkleidung war aus Aluminium und der vordere Rumpf erhielt eine Sperrholzbeplankung. Als Antrieb kam ein in Lizenz gefertigter  amerikanischer Liberty-L-12-Motor zum Einsatz, dessen Kühler zwischen den Hauptfahrwerksstreben platziert wurde. Im Herbst 1923 kam es schließlich zum Bau der Maschine, die im Frühjahr 1924 zum Erstflug startete.
Die Maschine erfüllte die Erwartungen in Bezug auf die Höchstgeschwindigkeit und die Wendigkeit. Allerdings erwiesen sich die Stabilität und die Steigleistung als Mängelpunkte. Auch überhitzte der Motor immer wieder. So kam es zu keiner Serienfertigung und die Erkenntnisse wurden in die überarbeitete Grigorowitsch I-2 eingebracht. 

## Technische Daten
| Kenngröße             | Daten                             |
| --------------------- | --------------------------------- |
| Besatzung             | 1                                 |
| Länge                 | 7,32 m                            |
| Spannweite            | 10,80 m                           |
| Flügelfläche          | 26,80 m²                          |
| Leermasse             | 1090 kg                           |
| Startmasse            | 1490 kg                           |
| Triebwerk             | 1 × M-5 (Lizenz des Liberty L-12) |
| Leistung              | 400 PS (294 kW)                   |
| Höchstgeschwindigkeit | 230 km/h                          |
| Landegeschwindigkeit  | 95 km/h                           |
| Reichweite            | 600 km                            |
| Dienstgipfelhöhe      | 6000 m                            |
| Bewaffnung            | 2 × MG 7,62 mm                    |